# Ван Ренен, Пит
Петрюс (Пит) ван Ренен (нидерл. Petrus "Piet" van Reenen; 17 января 1909, Утрехт — 8 июня 1969, там же) — нидерландский футболист, один из лучших нападающих в истории амстердамского «Аякса».

## Клубная карьера
Пит ван Ренен родился в Утрехте и начал свою футбольную карьеру в местном клубе УВВ, дебютировав в первой команде в возрасте 17 лет. В матчах за УВВ против амстердамского «Аякса» Пит так впечатлительно сыграл, что летом 1929 года он перешёл в стан «Аякса». Неофициальный дебют ван Ренена в составе «Аякса» состоялся 8 сентября 1929 года в товарищеском матче с английским клубом «Барнсли», в котором он отметился хет-триком. Встреча завершилась голевой ничьей — 3:3.
В «Аяксе» Пит официально дебютировал 15 сентября 1929 года в домашнем матче чемпионата против клуба ДФК, в котором он отметился голом, который принёс его команде ничью — 1:1. В своём первом сезоне в чемпионате Нидерландов 1929/30 Пит забил 28 мячей, став лучшим бомбардиром в «Аяксе».
Свой последний матч за «Аякс» Пит провёл 18 октября 1942 года в матче против «Блау Вита». В сезоне 1941/1942 Пит в возрасте 31 года решил завершить свою футбольную карьеру.

## Карьера в сборной
В национальной сборной Нидерландов Пит дебютировал 8 июня 1930 года в матче против сборной Венгрии, который завершился поражением нидерландцев со счётом 6:2. Свою вторую и последнюю игру за сборную, Пит провёл 9 апреля 1933 года в матче против сборной Бельгии, завершившийся победой Нидерландов со счётом 3:1.

## Личная жизнь
Пит родился в январе 1909 года в Утрехте. Отец — Петрюс Герардюс Николас ван Ренен, был родом из Утрехта, мать — Феннеке ван Хезел, родилась в Зволле. Родители поженились в июле 1901 года в Гааге, а в конце того же года в Утрехте у них родилась дочь — Йоханна Мартина. Вторая девочка, Петронелла Фенна, появилась на свет в январе 1903 года, а в марте 1905 года Феннеке родила первого сына — Николаса.
Был женат дважды. В первый раз женился в возрасте тридцати лет — его супругой стала 25-летняя Якоба Хелена (Кокки) Ренес, уроженка Зейста. Их брак был зарегистрирован 7 сентября 1939 года в Утрехте. В 1940 году в их семье родилась дочь по имени Ингрид Хелене, а в 1946 году вторая дочь — Луизе Феннеке Мария Элизабет. В октябре 1953 года супруга умерла в возрасте 39 лет. Два года спустя женился на Коби ван дер Ворен. На протяжении 38 лет ван Ренен работал в нидерландском подразделении компании British American Tobacco.
Умер 8 июня 1969 года в больнице Утрехта в возрасте 60 лет. Похоронен 12 июня рядом с супругой на кладбище в Билтховене.

## Достижения
«Аякс»
- Чемпион Нидерландов (5): 1930/31, 1931/32, 1933/34, 1936/37, 1938/39.

## Статистика

### Выступления за клубы
| Клуб             | Сезон            | Лига | Лига | Плей-офф | Плей-офф | Кубок | Кубок | Итого | Итого | Товарищеские матчи | Товарищеские матчи | Всего | Всего |
| Клуб             | Сезон            | Игры | Голы | Игры     | Голы     | Игры  | Голы  | Игры  | Голы  | Игры               | Голы               | Игры  | Голы  |
| ---------------- | ---------------- | ---- | ---- | -------- | -------- | ----- | ----- | ----- | ----- | ------------------ | ------------------ | ----- | ----- |
| УВВ (Утрехт)     | 1926/27          | ?    | ?    | 0        | 0        | 0     | 0     | ?     | ?     | ?                  | ?                  | ?     | ?     |
| УВВ (Утрехт)     | 1927/28          | ?    | ?    | 0        | 0        | 0     | 0     | ?     | ?     | ?                  | ?                  | ?     | ?     |
| УВВ (Утрехт)     | 1928/29          | ?    | ?    | 0        | 0        | 0     | 0     | ?     | ?     | ?                  | ?                  | ?     | ?     |
| УВВ (Утрехт)     | Итого            | 37   | 30   | 0        | 0        | 0     | 0     | 37    | 30    | ?                  | ?                  | 37+   | 30+   |
| Аякс             | 1928/29          | 0    | 0    | 0        | 0        | 0     | 0     | 0     | 0     | 1                  | 0                  | 1     | 0     |
| Аякс             | 1929/30          | 18   | 21   | 8        | 9        | 1     | 0     | 27    | 30    | 6                  | 8                  | 33    | 38    |
| Аякс             | 1930/31          | 15   | 22   | 8        | 12       | -     | -     | 23    | 34    | 7                  | 6                  | 30    | 40    |
| Аякс             | 1931/32          | 17   | 27   | 7        | 14       | 0     | 0     | 24    | 41    | 4                  | 2                  | 28    | 43    |
| Аякс             | 1932/33          | 18   | 24   | 0        | 0        | -     | -     | 18    | 24    | 6                  | 4                  | 24    | 28    |
| Аякс             | 1933/34          | 10   | 16   | 10       | 12       | 0     | 0     | 20    | 28    | 9                  | 6                  | 29    | 34    |
| Аякс             | 1934/35          | 18   | 21   | 6        | 3        | 0     | 0     | 24    | 24    | 10                 | 14                 | 34    | 38    |
| Аякс             | 1935/36          | 16   | 22   | 6        | 3        | 1     | 0     | 23    | 25    | 9                  | 5                  | 32    | 30    |
| Аякс             | 1936/37          | 17   | 22   | 8        | 8        | 0     | 0     | 25    | 30    | 9                  | 10                 | 34    | 40    |
| Аякс             | 1937/38          | 14   | 16   | 0        | 0        | 0     | 0     | 14    | 16    | 6                  | 7                  | 20    | 23    |
| Аякс             | 1938/39          | 15   | 10   | 8        | 3        | 0     | 0     | 23    | 13    | 6                  | 4                  | 29    | 17    |
| Аякс             | 1939/40          | 10   | 8    | 0        | 0        | -     | -     | 10    | 8     | 5                  | 3                  | 15    | 11    |
| Аякс             | 1940/41          | 0    | 0    | 0        | 0        | -     | -     | 0     | 0     | 3                  | 3                  | 3     | 3     |
| Аякс             | 1941/42          | 6    | 4    | 0        | 0        | -     | -     | 6     | 4     | 3                  | 2                  | 9     | 6     |
| Аякс             | 1942/43          | 3    | 1    | 0        | 0        | 0     | 0     | 3     | 1     | 0                  | 0                  | 3     | 1     |
| Аякс             | Итого            | 177  | 214  | 61       | 64       | 2     | 0     | 240   | 278   | 84                 | 74                 | 324   | 352   |
| Всего за карьеру | Всего за карьеру | 214  | 244  | 61       | 64       | 2     | 0     | 277   | 308   | 84+                | 74+                | 361+  | 382+  |

Комментарии:
1. ↑  Региональный чемпионат.
2. ↑  Чемпионат Нидерландов, разыгрывавшийся по круговой системе среди победителей региональных лиг.

Источник:
- Piet van Reenen (нидерл.). Afc-ajax.info. Дата обращения: 9 октября 2016.

### Матчи ван Ренена за сборную Нидерландов
| Матчи ван Ренена за сборную Нидерландов | Матчи ван Ренена за сборную Нидерландов | Матчи ван Ренена за сборную Нидерландов | Матчи ван Ренена за сборную Нидерландов | Матчи ван Ренена за сборную Нидерландов | Матчи ван Ренена за сборную Нидерландов |
| --------------------------------------- | --------------------------------------- | --------------------------------------- | --------------------------------------- | --------------------------------------- | --------------------------------------- |
| №                                       | Дата                                    | Соперник                                | Счёт                                    | Голы ван Ренена                         | Соревнование                            |
| 1                                       | 8 июня 1930                             | Венгрия                                 | 2:6                                     | —                                       | Товарищеский матч                       |
| 2                                       | 9 апреля 1933                           | Бельгия                                 | 3:1                                     | —                                       | Товарищеский матч                       |

Итого: 2 матча / 0 голов; 1 победа, 0 ничьих, 1 поражение.